# マルビン・アン・ベニス・アルカラ
マルビン・アン・ベニス・アルカラ（Malvinne Anne Venice Alcala、1995年11月5日）はフィリピンの女子バドミントン選手。マニラ出身。
フィリピンの女子バドミントンの代表であり、代表内では2番目に高いランキングである。2009年にコロンボで開催されたアジアU-16バドミントン選手権では3位になっている。